# Grande Jonction
Grande Jonction est un roman de science-fiction de l'écrivain français naturalisé canadien Maurice G. Dantec paru le 23 août 2006. Il constitue la suite du roman Cosmos Incorporated.

## Thème du roman
Le livre traite de l'évolution de l'homme : le monde de l'homme-machine comme seule finalité, Dantec livre un parallèle entre la mécanique des âges et le christianisme, seule issue possible. La trame de l'histoire est une aventure messianique liant des hommes et des androïdes en une communauté comparée aux premiers chrétiens, plus ou moins martyrs plus ou moins tueurs ... Sur cette toile de fond apocalyptique, l'auteur dénonce la dégénérescence du langage qui entraîne celle de l'humain. Comme alternative à la mort de l'homme machinisé par l'Anome (figure de l'antéchrist) il y a la possibilité de communier à la source du Verbe avec Link de Nova, par l'intermédiaire notamment de la musique électrique, convection de la machine et de la grâce[réf. nécessaire].